# Plana Peak
Der Plana Peak (englisch; bulgarisch връх Плана wrach Plana) ist ein 740 m hoher Berg auf der Livingston-Insel im Archipel der Südlichen Shetlandinseln. Im Levski Ridge der Tangra Mountains ragt er 2,4 km nordnordwestlich des Great Needle Peak, 2,75 km nordöstlich des Levski Peak und 2,6 km westnordwestlich des Helmet Peak auf.
Bulgarische Wissenschaftler nahmen zwischen 2004 und 2005 Vermessungen vor. Die bulgarische Kommission für Antarktische Geographische Namen benannte ihn 2005 nach einem Berg im Westen Bulgariens.